# Nikolaj Lazarev
Nikolaj Nikolaevič Lazarev (in russo Николай Николаевич Лазарев?; Volgograd, 26 febbraio 1992) è un pallanuotista russo, vincitore di quattro campionati russi, due Coppe di Russia e una LEN Euro Cup con la calottina dello Spartak Volgograd.

## Palmarès
- Campionato russo: 4

Spartak: 2011, 2012, 2013, 2014
- Coppa di Russia maschile: 2

Spartak: 2012, 2013
- Coppe LEN: 1

Spartak: 2014